# Pancir–SZ1
A Pancir–SZ1 (oroszul: Панцирь-С1) orosz fejlesztésű önjáró légvédelmi rendszer, amelynek fegyverzete irányított rakétákból és gépágyúkból áll. A 96K2 GRAU-kódú rendszer rövid és közepes hatótávolságú légvédelmi rakétákkal, illetve légvédelmi gépágyúval szerelt harcjármű. Feladata a gyalogsági és páncélos erők teljes körű védelme alacsonyan támadó repülőgépek, helikopterek és manőverező robotrepülőgépek ellen, bármely időjárási körülmények között. A jármű rakétáinak NATO-kódja SA-22 Greyhound. A 2K22 Tunguszka önjáró légvédelmi harcjármű továbbfejlesztett változata. A fázisvezérelt antennaráccsal felszerelt harcjármú az orosz légvédelmi technológia élvonalában van. A rendszernek lánctalpas járműre, gumikerekes járműre telepített, valamint hajófedélzeti változata ismert.

## Története
A légvédelmi rendszert azért hozták létre, hogy légvédelmi oltalmazást adjon katonai alakulatoknak, gyáraknak, adminisztratív létesítményeknek.
Eredetileg a szovjet hadászati rakétákat megerősített föld alatti rakétasilókban helyezték el. Az újabb rendszereket, mint pl. az SZ-300PSZ/PM légvédelmi rakétákat mozgékonyok voltak, de ha egyszer megtalálták őket az ellenséges bombázók ki lettek téve ellenséges tűznek, bombáknak. Az SZ-300-ok védelmére tervezték bevetni az önjáró légvédelmi harcjárművet.
Először gumikerekes harcjárműre telepítették a fegyverrendszert, mert könnyebb karbantartani, és nehezebben robban le.

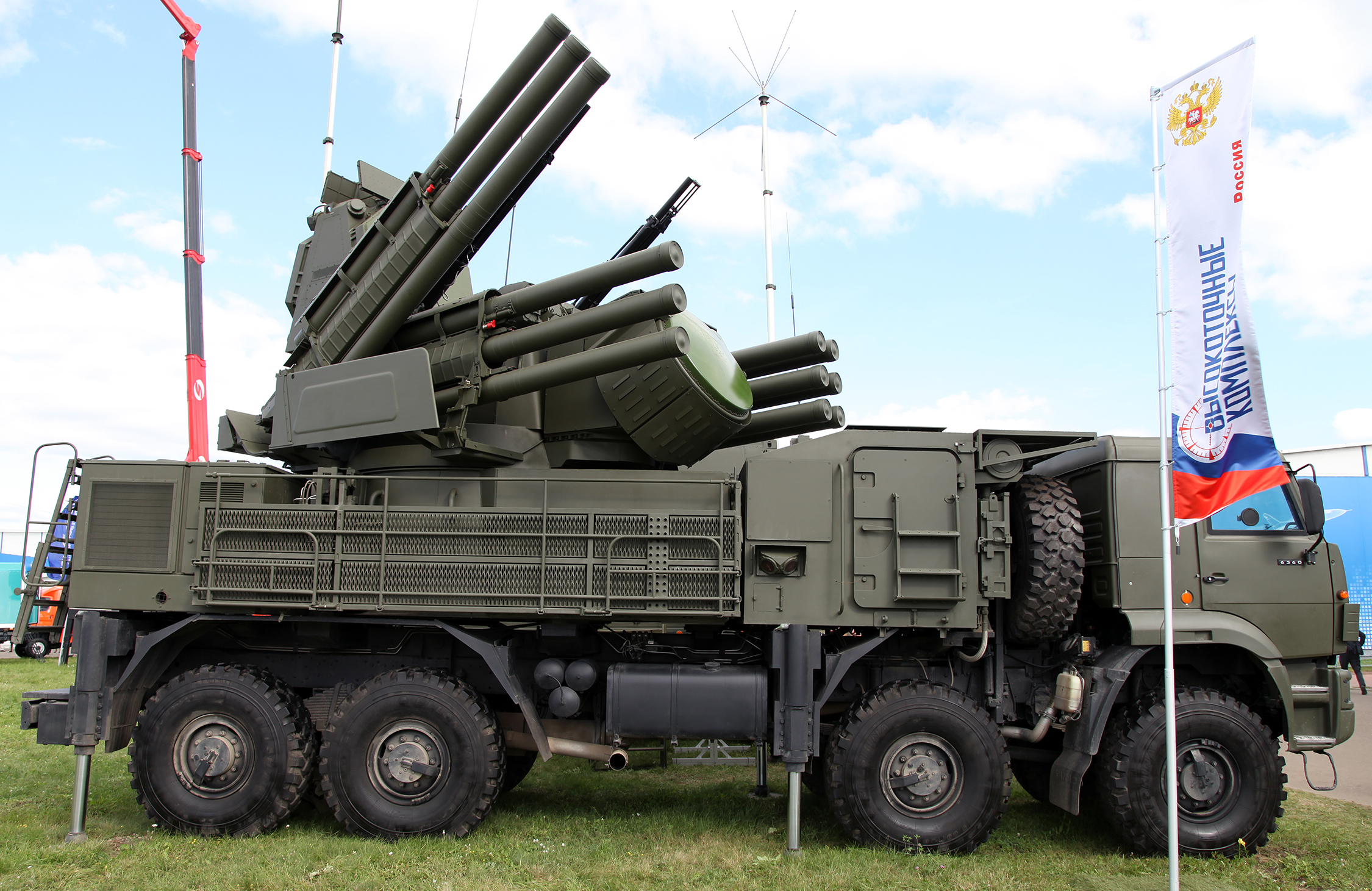
MAKSZ–2013 repülő show a ramenszkojei repülőtéren, Oroszországban

Maga a fegyverrendszer tervezése 1990-ben kezdődött és a Tunguszka M1 utódjául szánták.
A prototípus 1994-re készült el és a MAKS-1995-ön mutatták be. A program ezek után problémákba ütközött, majd legvégül megvonták a program finanszírozását. Ennek ellenére a KBP tovább folytatta a fejlesztést saját önerőből. Teljesen áttervezték a lövegtornyot és a radarrendszert. Eltávolították a Tunguszka rendszer minden részét.
A fegyverrendszert 2 db új radarral látták el, ami több mozgó levegőben és szárazföldön mozgó célt képes megnövelt hatótávolsággal követni és Idegen-barát felismerő rendszerrel is ellátták. A kabin kijelzőit CRT-ről LCD-re cserélték és kapott egy új nagy sebességű számítógépet, ami lerövidíti a reakcióidőt.
A fegyverrendszer a következő típusú rakétákkal: 12 db 57E6 vagy 57E6-E típusú légvédelmi rakétákkal és 2A72 vagy 2A38M típusú légvédelmi gépágyúkkal rendelkezik.
Az első éleslövészetre 2006 júniusában került sor Kapusztyin Jarban, Asztraháni területen.
A Pancir SZ-1 fegyverrendszert hivatalosan 2012 novemberében került rendszeresítésre az Orosz Fegyveres Erőknél.
A modernizált Pancir SZ-2-t 2015-ben állították hadrendbe.
Fejlesztés alatt áll egy lánctalpas változat is, ami a szárazföldi és ejtőernyős erők számára lesz hivatott légvédelmet biztosítani.
2012. október 19-én egy teszt során 2 db rakétával lelőttek egy robotrepülőgépet. 2014-ben 1000 m/s sebességgel repülő céltárgyakat lőttek le a Pancirral.

## Haditengerészeti változat
A Pancir fegyverrendszert az Admiral Kuznyecov repülőgéphordozóra, és modernizált hadihajókra fogják telepíteni.
2015-ben az Orosz Védelmi Minisztérium "Pancir-M"-ként rendszerbe állította a haditengerészeti változatot.

## Hideg égövi változat
A hideg égövi változat -50 °C-on is képes működni. Sikeres teszteket követően hadrendbe állították.

## Fordítás
Ez a szócikk részben vagy egészben az Pantsir-S1 című angol Wikipédia-szócikk ezen változatának fordításán alapul.  Az eredeti cikk szerkesztőit annak laptörténete sorolja fel. Ez a jelzés csupán a megfogalmazás eredetét és a szerzői jogokat jelzi, nem szolgál a cikkben szereplő információk forrásmegjelöléseként.